# Cerhonice
Cerhonice (deutsch Czerhonitz) ist eine Gemeinde in Tschechien. Sie gehört zum Okres Písek.

## Geographie
Cerhonice liegt im Westnordwesten vom Okres Písek. Die Entfernung zu Písek beträgt etwas mehr als 15 Kilometer, bis zur Hauptstadt Prag sind es 79 Kilometer.
Im Dorf befinden sich zwei Pensionen sowie ein Fitnessstudio. Es liegen hier außerdem zwei Seen. Am nördlichen Ortsrand von Cerhonice fließt die Lomnice entlang.

## Geschichte
Die Gemeinde wurde 1291 erstmals urkundlich erwähnt. Der Name Cerhonic (ursprünglich Crhonice) bedeutet wörtlich übersetzt „Dorf der Crhoň-Leute“.

## Ortsteile
- Cerhonice (Ortskern)
- Obora u Cerhonic

## Bevölkerungsentwicklung
| Jahr      | 1869 | 1880 | 1890 | 1900 | 1910 | 1921 | 1930 | 1950 | 1961 | 1970 | 1980 | 1991 | 2001 | 2011 | 2021 |
| --------- | ---- | ---- | ---- | ---- | ---- | ---- | ---- | ---- | ---- | ---- | ---- | ---- | ---- | ---- | ---- |
| Einwohner | 716  | 716  | 659  | 648  | 629  | 671  | 588  | 508  | 446  | 327  | 233  | 151  | 127  | 134  | 152  |

## Sehenswürdigkeiten
- Schloss Cerhonice
- Nischenkapellen

## Söhne und Töchter der Gemeinde
- Ladislav Stroupežnický (1850–1892), Schriftsteller
- Zdenka Sulanová (1920–2004), Schauspielerin und Sängerin

## Galerie

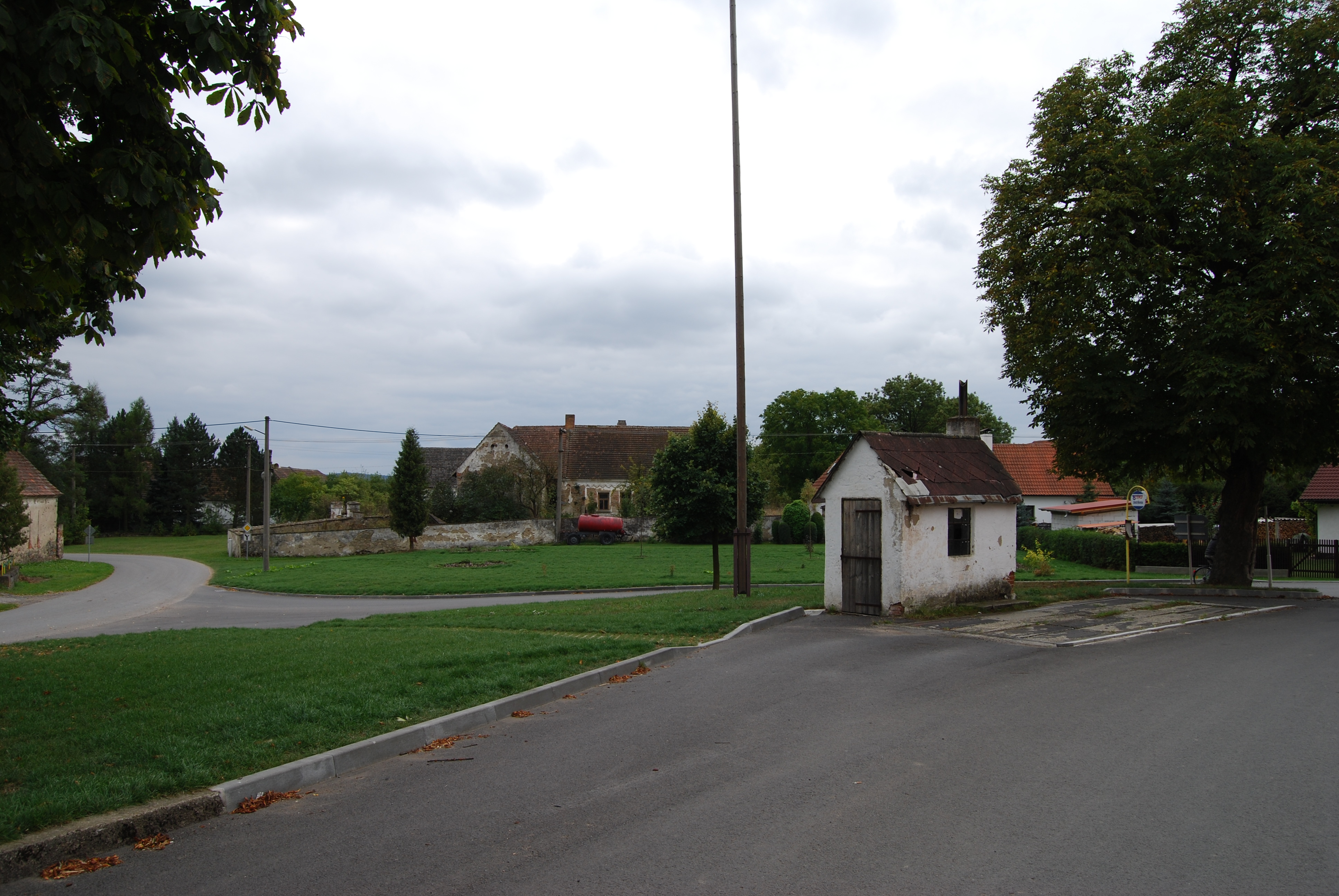
Bauwerke der Gemeinde
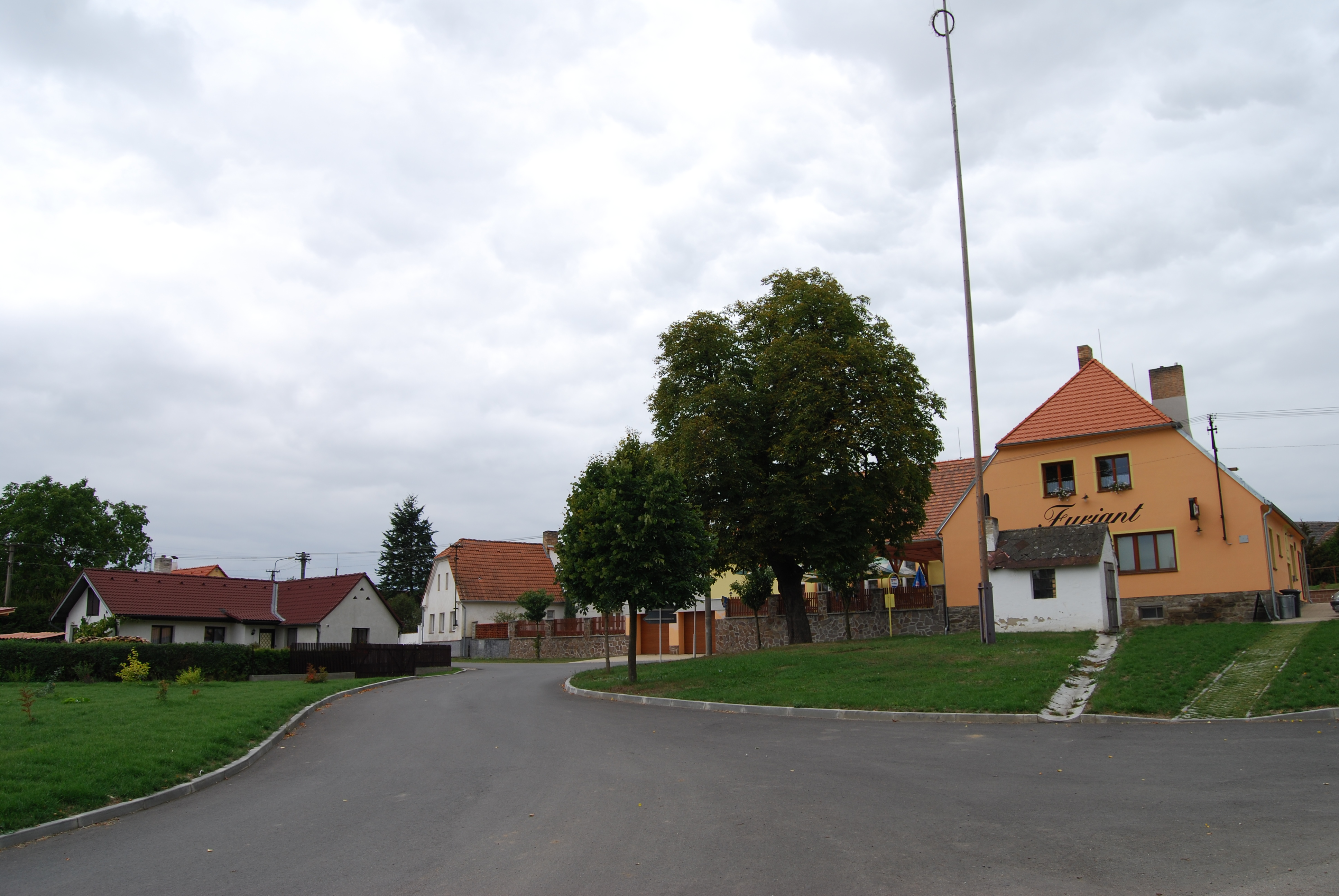
Blick auf Häuser von einer Straße
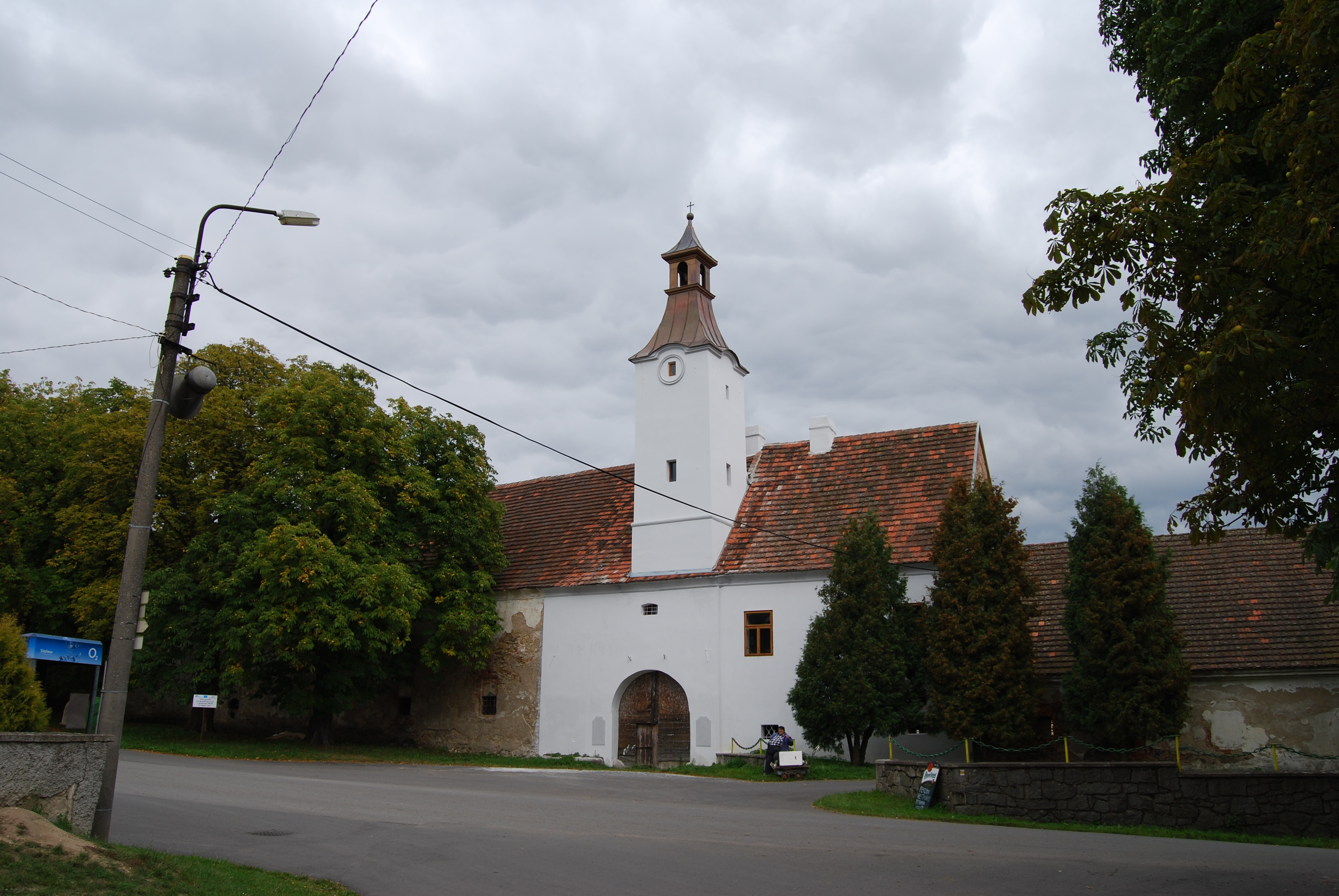
Schloss Cerhonice